# Castillo de Beynac

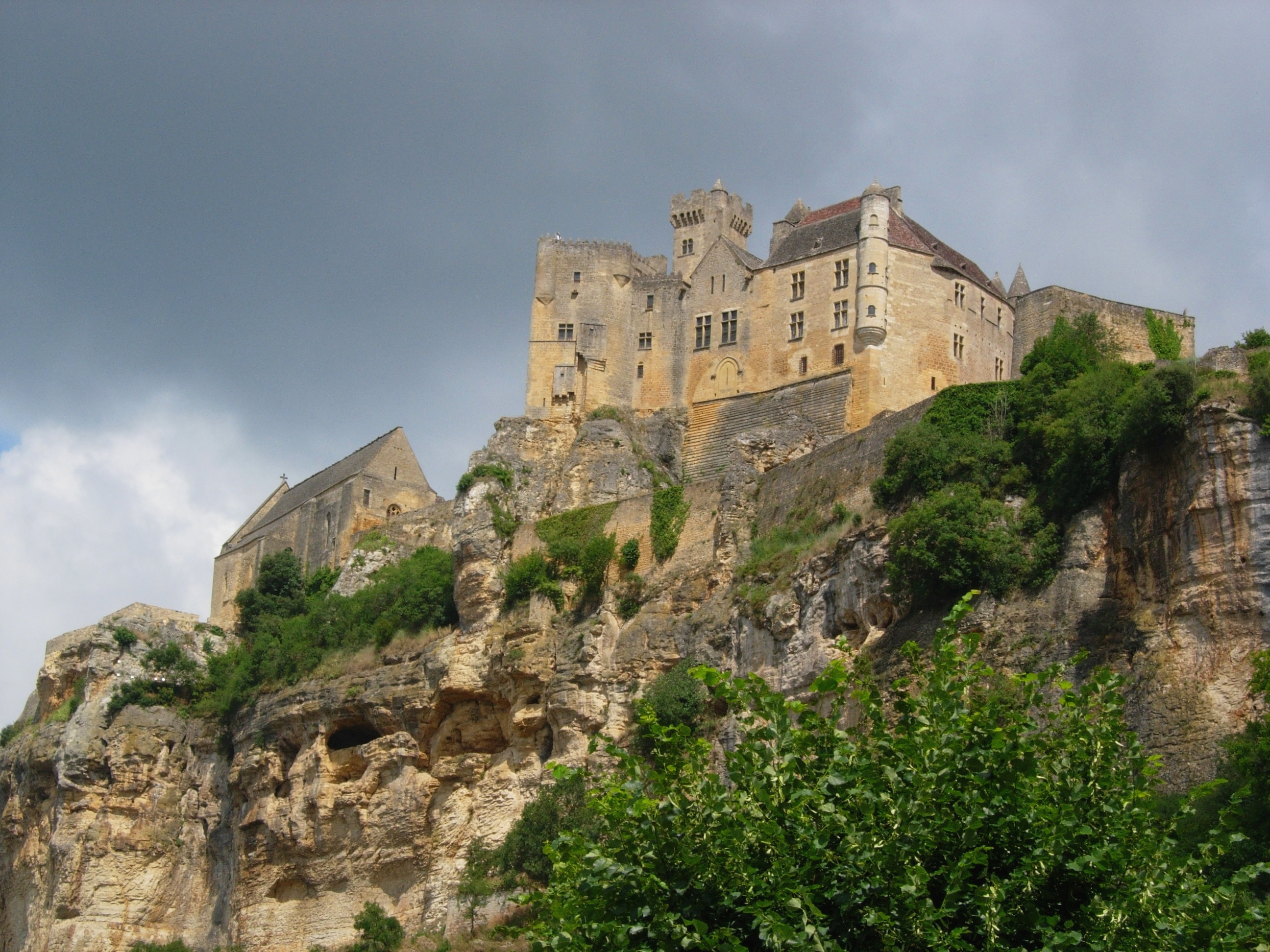
Castillo de Beynac.

El castillo de Beynac se encuentra situado en la comuna francesa de Beynac-et-Cazenac, en el departamento de Dordoña y más concretamente en el Périgord negro, en Francia.
Se trata de una construcción medieval, austera, encaramada sobre la cumbre de un acantilado calcáreo, a una altura de 150 m, que domina el burgo sobre la orilla derecha del río Dordoña.

## Historia
El pasado más lejano se pierde en las leyendas aunque su nombre es atestiguado por primera vez en el año 1115, cuando varios señores del Perigord, entre los cuales se encontraba Mainard de Beynac (perteneciente a una de las cuatro baronías), ofrecen sus tierras a Robert de Arbrissel, fundador de la abadía de Fontevrault. En estas tierras boscosas se funda también el mismo año la abadía de Cadouin. Numerosas donaciones mencionadas durante el siglo XII por el cartulario de esta abadía indican que las posesiones de la familia de Beynac se extendían sobre un considerable territorio. El hijo de Mainard de Beynac, Adémar, que participa entre 1146 y 1148 en la Segunda Cruzada, murió en 1194 sin heredero directo, el mismo año que Ricardo Corazón de León vuelve del cautiverio. En esta época, el castrum de Beynac, dominado por una torre del homenaje rodeada por una muralla almenada y defendida por un foso, constituía un importante enclave de vigilancia del valle del río Dordoña. Era una de las plazas fuertes francesas. Esta zona de la Dordoña era la frontera entre Francia e Inglaterra; no lejos allí, del otro lado de Dordoña, el castillo de Castelnaud se encontraba en manos de los ingleses. 

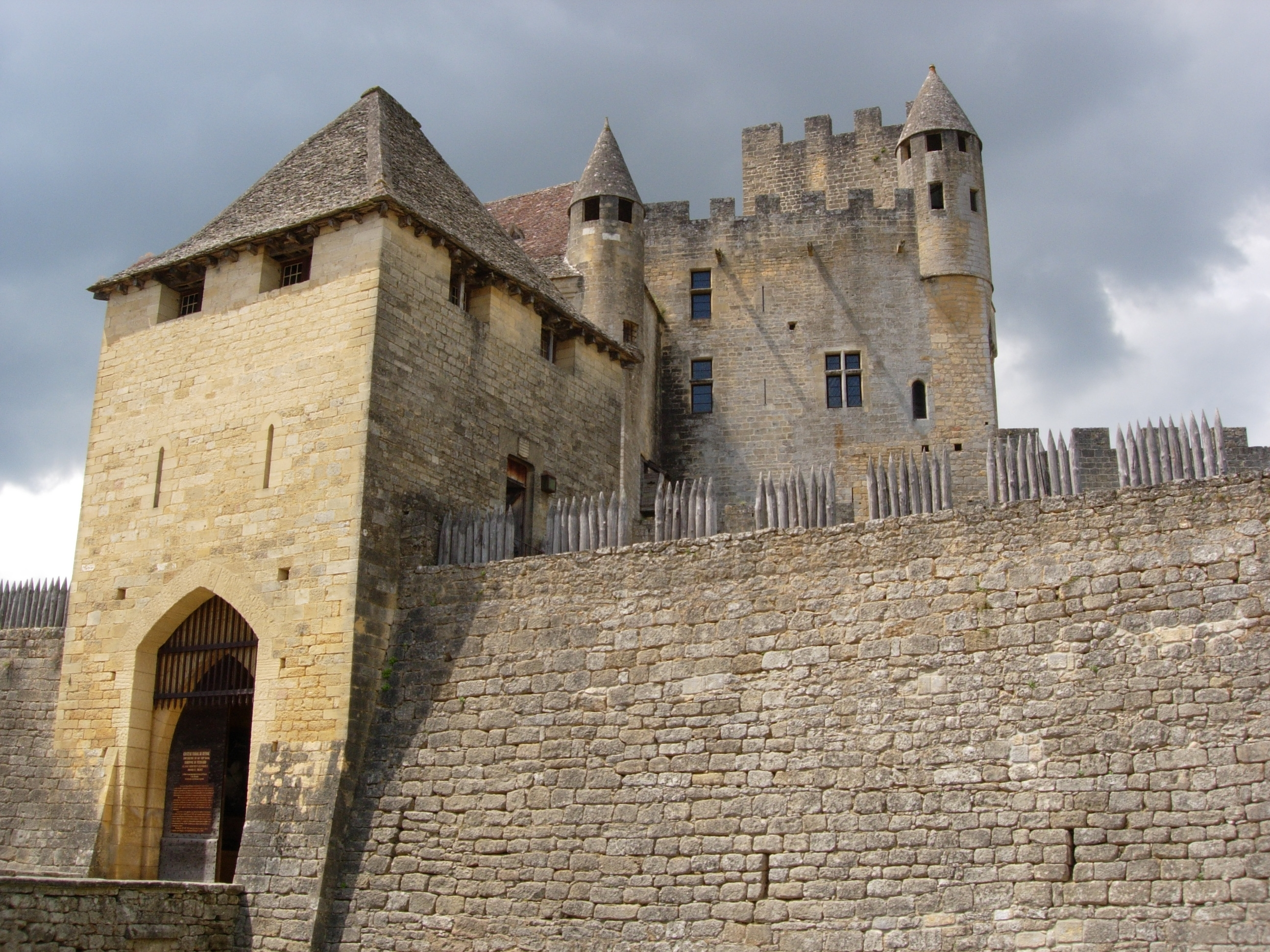
Puerta de entrada

La región fue escenario de numerosas luchas de influencia, rivalidades y a veces combates entre partidarios de los ingleses y partidarios de los franceses, tanto que a nivel local, los conflictos franco-ingleses se concretan en confrontaciones casi permanentes entre Castelnaud y Beynac; sus señores respectivos pretendían afirmar su propia potencia sobre el Périgord.
Ricardo Corazón de León toma el castillo y lo ofrece a Mercadier, uno de sus más fieles compañeros, a quienes había confiado la guarda de sus castillos en Aquitania durante su ausencia. En 1200, Mercadier es asesinado en Burdeos y el castillo pasa a pertenecer de nuevo a la familia de los Beynac.

### La gran frontera
En septiembre de 1214, menos de dos meses después de la victoria de Felipe Augusto en Bouvines, Simón de Montfort, jefe militar de la cruzada albigense, se dirige hacia el Perigord meridional. La región se encontraba situada en los límites entre el Condado de Tolosa y el Ducado de Aquitania, posesión de los Plantagenet. Simón de Montfort se apodera de manera sucesiva de los castillos de Montfort, Domme y Castelnaud y llega finalmente al de Beynac, gobernado, según Pierre dels Valls de Cernay, cronista de los cruzados, por un señor «muy malo, muy cruel, y muy violento, opresor de la iglesia». Sobre esta gran frontera que representa la Dordoña, tildar los señores locales de herejía constituía una excusa fácil para someter a la región. Aunque el señor de Beynac no ofreció resistencia y proclamó que era «el único sobre esta tierra en servir el rey de Francia y no el rey de Inglaterra», Montfort atacó el castillo destruyéndolo. Probablemente debido a la intervención del rey de Francia, el feudo permaneció en manos de los Beynac que reconstruyeron el castillo. Lejos de ser aniquilados por la cruzada, experimentaron un periodo de gran prosperidad, testimoniado por las numerosas ampliaciones de la casa señorial.

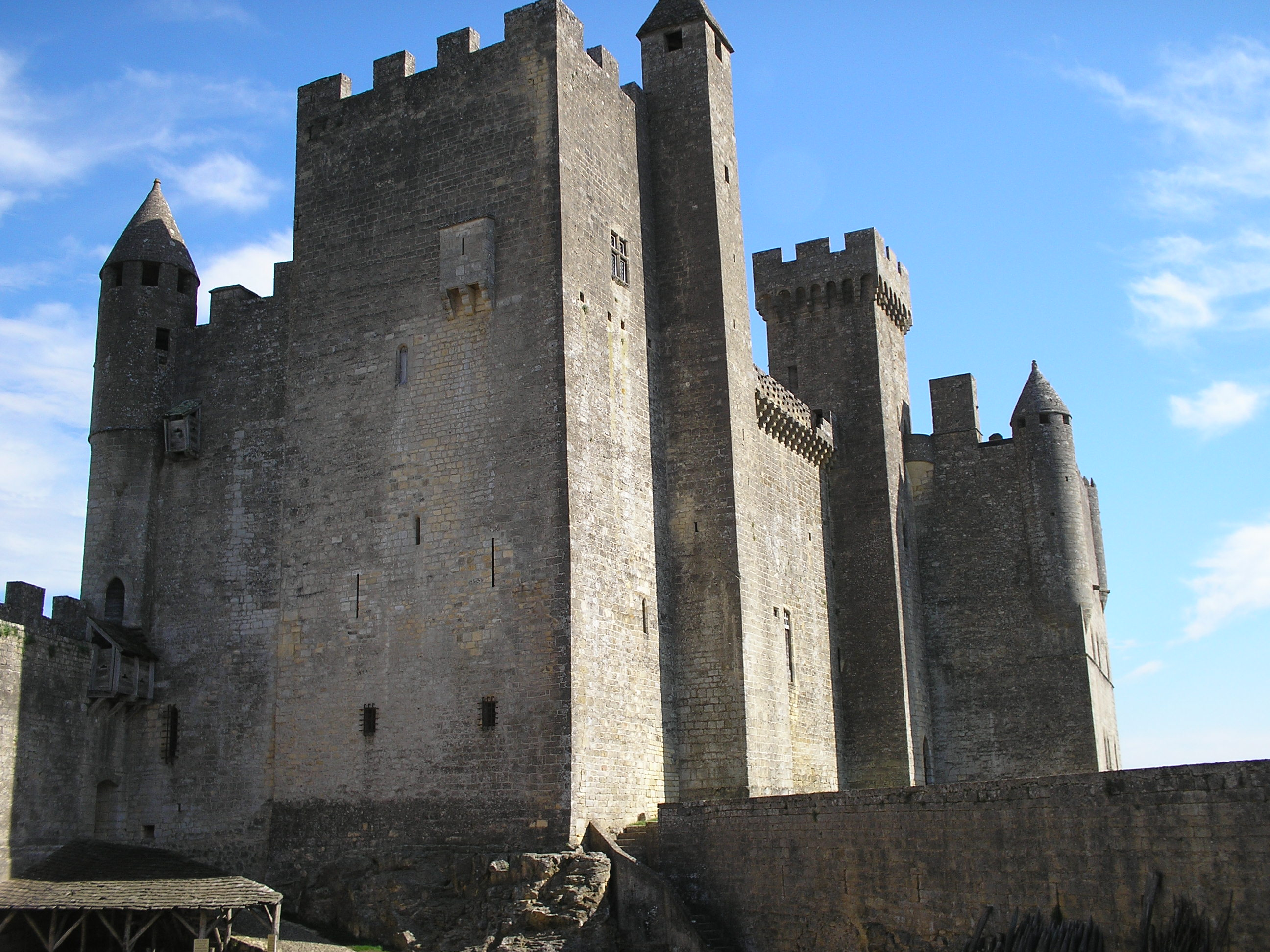
Torre del homenaje, del.

### LaGuerra de los Cien Años
Vasallos del obispo de Sarlat, los señores de Beynac continúan siendo a lo largo del conflicto fieles al rey de Francia. Sus principales enemigos son los señores del demasiado cercano castillo de Castelnaud, pasado por matrimonio a la familia de los Caumont y defendiendo así de hecho el partido del rey de Inglaterra. Ambos castillos federan alrededor de ellos a los nobles del Perigord, en una lucha donde es difícil distinguir entre los odios locales y el conflicto entre los reyes de Francia y de Inglaterra. El castillo de Beynac nunca es atacado, mientras que el de Castelnaud cambia muchas veces de manos, de franceses y de ingleses, hasta el año 1442, fecha en la cual Pons de Beynac y cinco otros barones, bajo las órdenes de Carlos VII, expulsan definitivamente a los ingleses del castillo.
La familia de los condes de Perigord fue exterminada durante la guerra; los cuatro barones más importantes de la región, Biron, Bourdeille, Mareuil y Beynac, se sumieron en luchas continuas por el título de primer barón del Perigord durante finales del siglo XV y la primera mitad del siglo XVI.

### De lasGuerras de Religióna la época contemporánea
Convertidos al protestantismo, los señores del castillo de Beynac participan en los numerosos conflictos del reino a finales del siglo XVI. En 1585, bajo las órdenes del rey de Navarra, defienden el castillo que sirve muchas veces de refugio o de prisión, y experimenta grandes transformaciones. El rol de la familia Beynac, no obstante, es poco importante, en la sombra de las hazañas y gestas de capitanes como Blaise de Monluc para los católicos o Geoffroy de Vivans para los hugonotes.
Después de la muerte, en 1753, del último heredero varón, las posesiones pasan por matrimonio de su hija, a la familia de los Beaumont, que dejan abandonada la fortaleza hasta finales del siglo XIX cuando un marqués de Beaumont establece su residencia de nuevo en el castillo de Beynac y empieza un importante campaña de restauración que lo conduce a la quiebra. Sus descendentes no pueden mantener el castillo que, clasificado monumento histórico en 1944, es comprado por un particular en 1961.

## Cultura popular
El castillo ha servido como escenario de rodaje para la película Juana de Arco de Luc Besson en 1999, Los Visitantes de Jean-Marie Poiré en 1993, La hija de d'Artagnan de Bertrand Tavernier en 1994, los Pasillos del tiempo de Jean-Marie Poiré en 1997 o Chocolat de Lasse Hallström en 2000.

## Barones de Beynac
- Maynard (1115-1124)
- Adhémar (1147-1189)

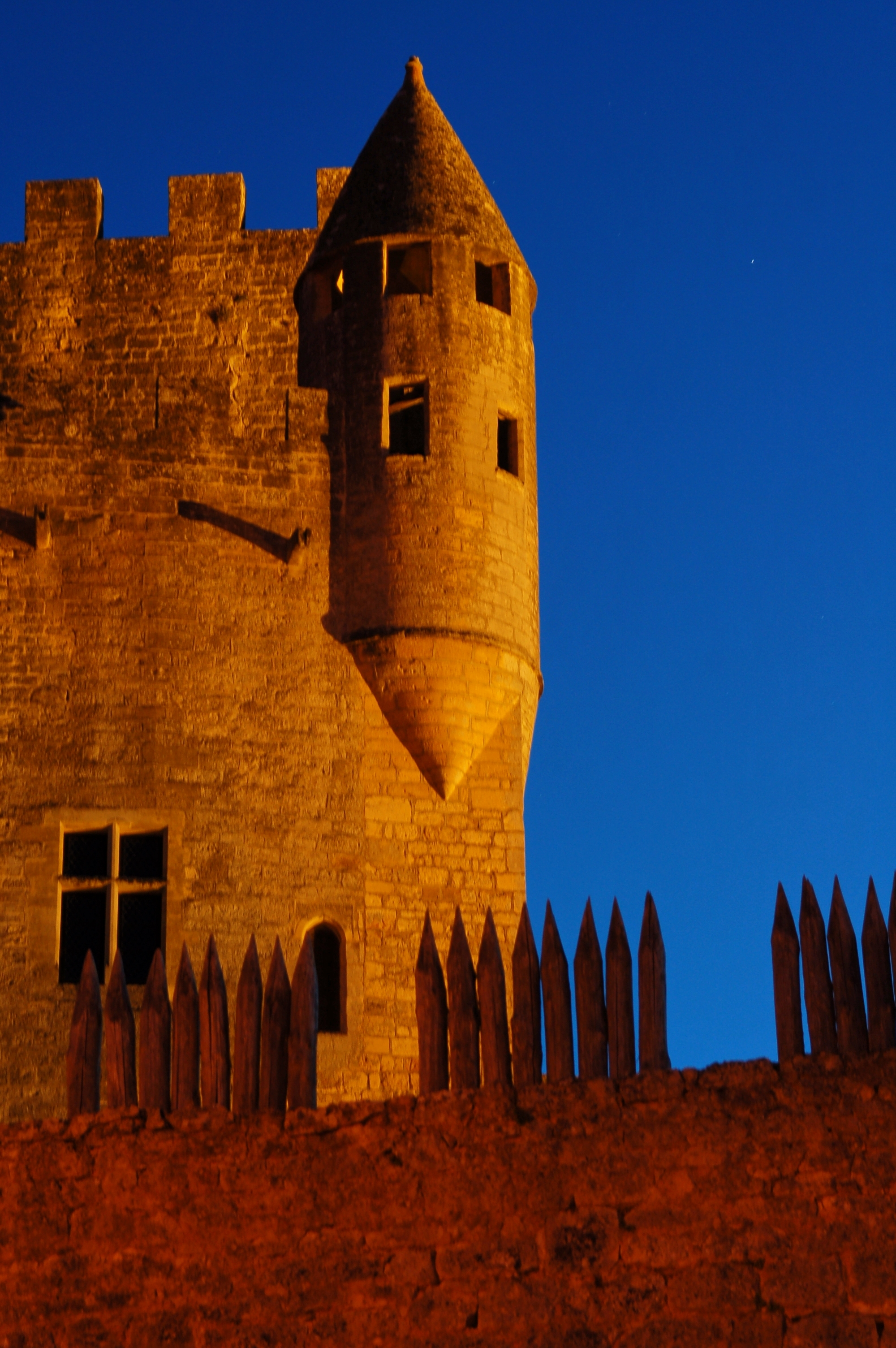
Vista nocturna.

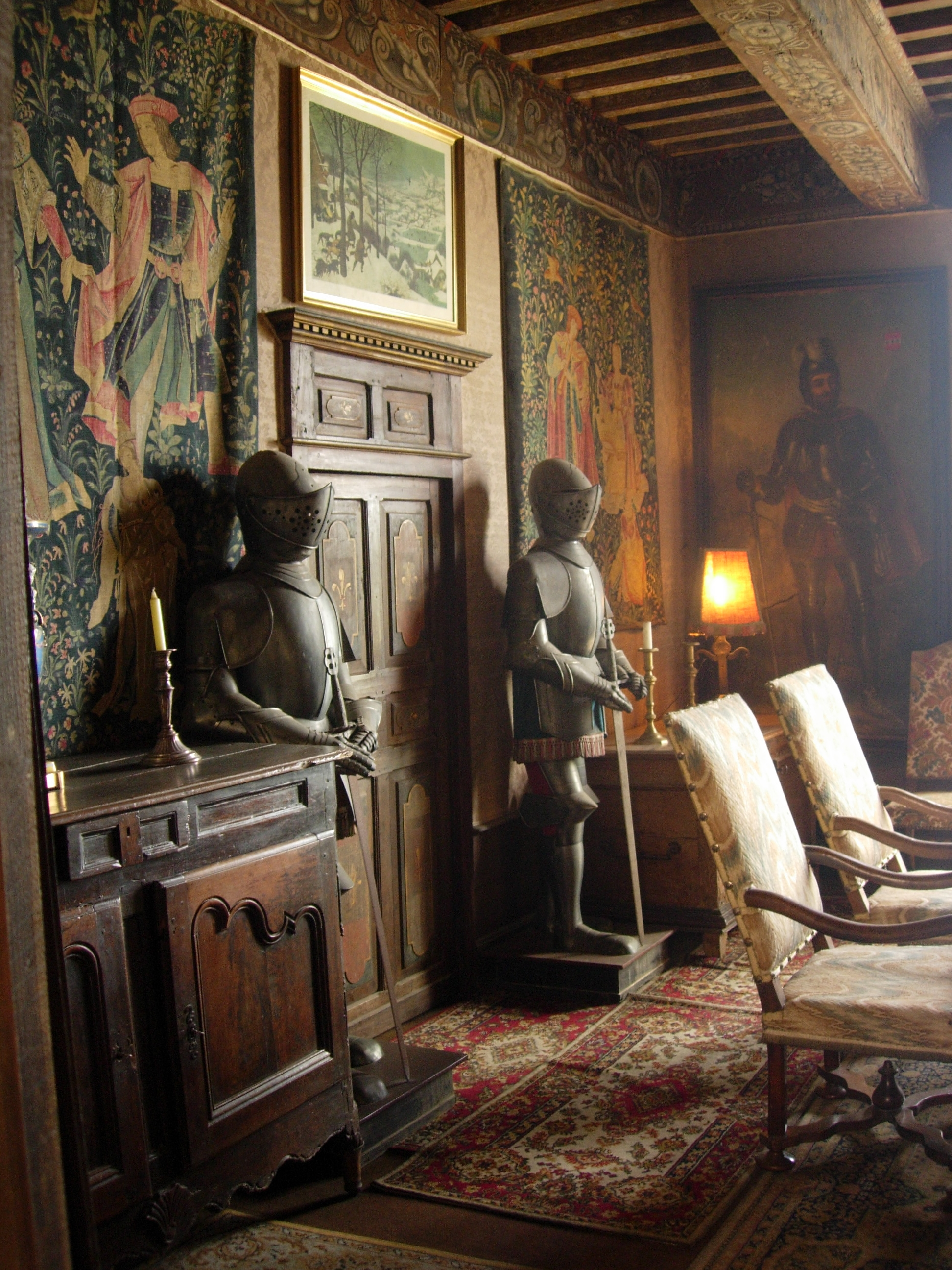
Una de las salas.

- Ricardo Corazón de León, rey de Inglaterra (1189-1199)
- Pons (1200-1209)
- Gaillard (1238-1272)
- Pons (1251-1300)
- Adhémar (1269-1348)
- Pons (-1346)
- Boson, llamado Pons (1341-1348)
- Pons (1362-1366)
- Philippe (-1403)
- Pons (1461-1463)
- Jean-Bertrand (-1485)
- Geoffroy (-1530)
- François (-1537)
- Geoffroy (-1546)
- Geoffroy
- Guy (1643-)
- Isaac
- Guy
- Pierre
- Marie-Claude (1732-18??)
- Christophe-Marie (1764-18??)
- Louis, dit Ludovic (1784-18??)
- Christophe-Amable-Victoire (1831-18??)
- Soffrey-Paul-Louis-Armand (1857-19??)
- Amable-Avit-Christophe (1895-)
- Pierre-Aimé-Soffrey-Armand (1929-)